# فرازير نيلسون
فرازير نيلسون (بالإنجليزية: Fraser Nelson)‏ هو صحفي بريطاني، ولد في 14 مايو 1973 في نارين ‏ في المملكة المتحدة.